# Handschwingenprojektion
Die Handschwingenprojektion ist ein Begriff aus der Topographie von Vögeln. Sie bemisst den Teil der Flügelspitze, der im angelegten Zustand über die längste Schirmfeder hinausragt. Sie findet bei der Unterscheidung mancher einander sehr ähnlicher Arten als Hilfskriterium Anwendung.

Handschwingenprojektion
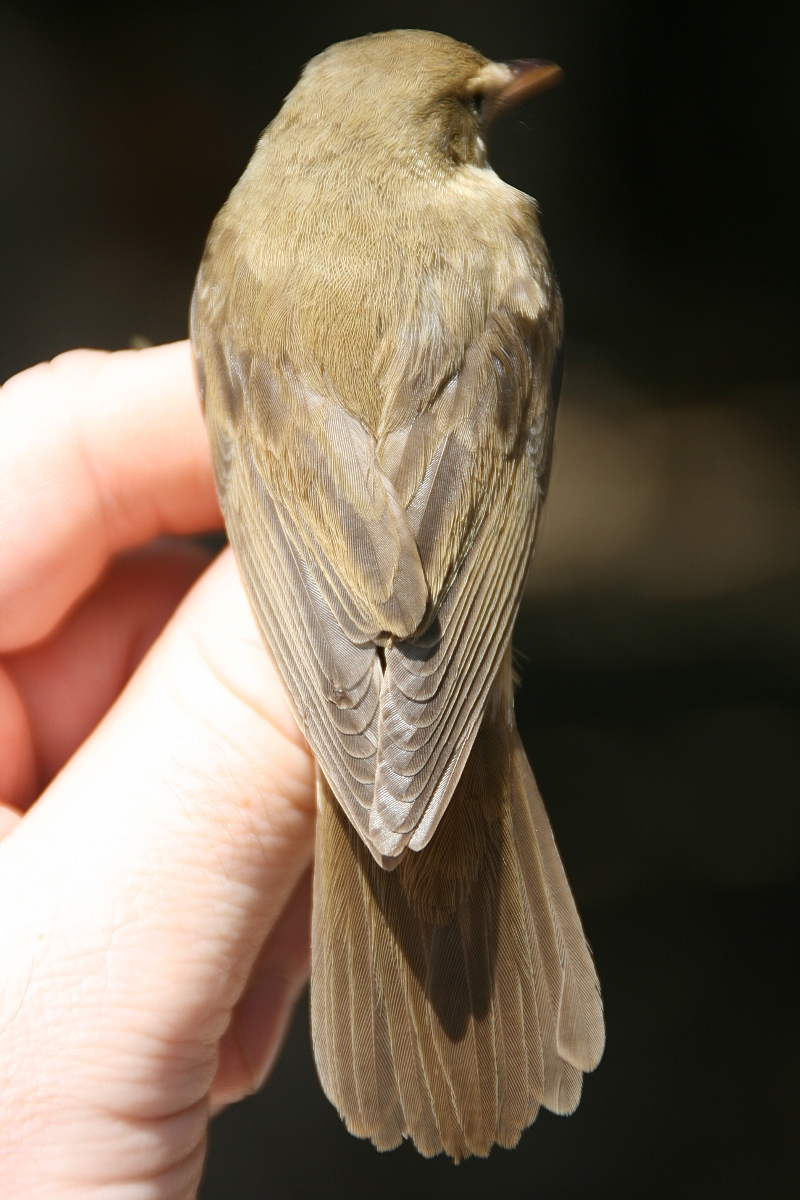
Der Sumpfrohrsänger (Acrocephalus palustris) hat eine vergleichsweise lange Handschwingenprojektion
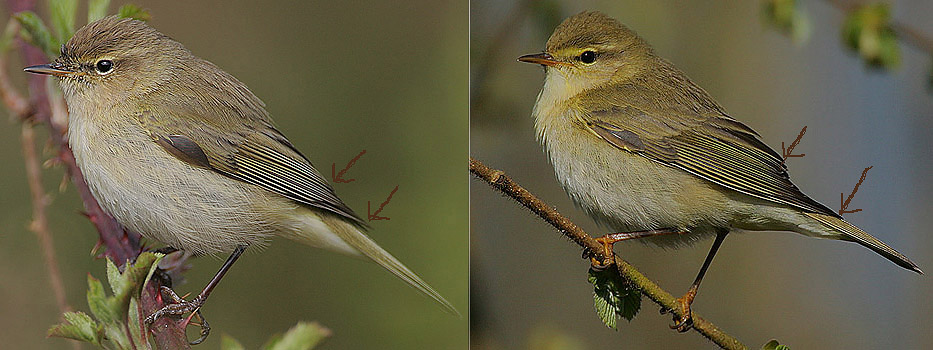
Vergleich der Handschwingenprojektion beim Zilpzalp (links; kurz) und Fitis (rechts; lang)